# Lőrincz György (író)
Lőrincz György (Kápolnásfalu, 1946. május 2. –) erdélyi magyar író, újságíró, esszéista és a szociográfiai publicisztika művelője.

## Életútja
Középiskolát Szentkeresztbányán végzett. Zetelaka és környékén volt helyettes tanár 1966-73 közt, majd műszaki vezető, technikus a székelyudvarhelyi Élelmiszeripari Gépgyárban. 1990-től a székelyudvarhelyi municípiumi művelődési bizottság szakirányítója, szerepet vállalt a Székelyudvarhelyen felállított szobrok kivitelezésében és az egyleti, alapítványi élet megteremtésében. Saját szülőföldjén alkot és szervezi az irodalmi, zenei, képzőművészeti életet, 2002-ben egy alkalommal Gálfalvi Györggyel részt vett egy körúton Ausztriában, négy helyen tartottak előadást. 2003-ban a Pallas-Akadémia szegedi és debreceni irodalmi estjein vett részt, az erdélyi magyarok gondjairól adott számot.

## Munkássága
Riportjait, elbeszéléseit az Utunk, Igaz Szó, Korunk, Hargita közölte, 1990 óta a Székely Útkereső szerkesztőségének állandó munkatársa. Szociográfiai tájékozódásában a Székelyföld átalakulása, a fél-városi, fél-falusi életforma s ebben a kisember ellentmondásos lelkülete jelentkezik lírával átszőtt, balladai erővel. "Történetei szomorkásak, a tragikum szele járja át őket" – írja kritikusa, Páll Szilárd. Egy még 1985-ben írt elbeszélésében (Egy nagy ember árnyékában. Korunk, 1991/6) egy sofőr őszinte naplójában lepleződik le a diktatúra alatt vezető állásba jutott helyi nagyságok urizáló élete. 1998-ban megjelent Zajlásban című kötete, amelyben az eltelt fél évszázad viszontagságait, embertelenségeit, szenvedéseit eleveníti fel, mind a székelyföldiek, mind a szórvány magyarság gondjait jól ismeri. A falvak folyamatos lepusztulásának, kihalásának folyamatát tragédiaként ábrázolja és éli meg. (Pusztulás című regénye). Főleg a régi értékek, közösségi életérzés elvesztését fájlalja.
Lőrincz György 1995-ben alapító elnöke lett a székelyudvarhelyi Erdély Magyar Irodalmáért Alapítványnak.
Az Alapítványhoz számos irodalmi est megrendezése, s irodalmi mű kiadása fűződik. 2000. március 20-án Csoóri Sándor-szerzői estet rendeztek Székelyudvarhelyen. Az est témája a nemzet és irodalom volt. Lőrincz György író az alapítvány nevében köszöntötte a hetvenéves költőt. 2000 júliusában Zetelakán, Marosvásárhelyen járt Jeszenszky Géza történész, Magyarország amerikai nagykövete, volt külügyminisztere, Székelyudvarhelyen Lőrincz György fogadta, értékelték, hogy Romániában béke van (ekkor folyt a volt Jugoszlávia területén a délszláv háború), a magyar kisebbség képviselői részt vesznek a kormányzásban, s a román-magyar viszony is kedvezően alakul.
Lőrincz György mint a Hargita Megyei Művelődési Felügyelőség udvarhelyi körzetének vezetője írótáborok, néptánc, népviselet és népdal seregszemlék szervezésében működött közre. Először a kortárs erdélyi magyar irodalom helyzetéről tanácskozott a gyergyószárhegyi ferences kolostorban rendezett írótábor 2000. június 14-15-én. Számos erdélyi író jelen volt és hallatta szavát, köztük Domokos Géza, Kányádi Sándor, Bálint Tibor, Fodor Sándor, Dávid Gyula, Kántor Lajos, Farkas Árpád, Gálfalvi György, Oláh István, Kozma Mária, Ágoston Vilmos, Lőrincz György, György Attila, Molnár Vilmos, Ferenczes István, Vida Gábor, Lövétei Lázár László, Balázs Imre József, Fekete Vince, a Pallas-Akadémia Kiadó képviseletében Tőzsér József. Beke György és Bodor Pál nem tudott megjelenni, de levélben küldtek üzenetet.

## Kötetei
- Amíg csak él az ember: Székelyföldi tájak, sorsok; Kriterion, Bukarest, 1980 (Forrás)
- A hallgatás csöndje (novellák, elbeszélések, 1983)
- A harmadik házig (novellák, karcolatok, Kolozsvár, 1987)
- Kiment a fény a szememből. Riport az öregekről (riportok aggmenházak és gyermekotthonok nyomorúságáról, Székelyudvarhely, 1992)
- Bukás (novellák, Csíkszereda, 1995)
- Feketében (riportok, Székelyudvarhely, 1996)
- Zajlásban : tanulmányok, cikkek (Haáz Rezső Kulturális Egyesület, Székelyudvarhely, 1998)
- Áldozatok. Kisregény; Udvarhelyszék, Odorheiu Secuiesc, 2000
- Márton Áron mítosszá lett élete. Tamási, te csillag! in: A magyarokhoz című könyvsorozat, prózaantológia (2001)[10]
- Az elveszített sziget; Neptun, Csíkszereda, 2001
- Kutyák és emberek (régi és új szociográfiai riportok, 2003)
- Imázskészítők: publicisztika (Pallas-Akadémia, Csíkszereda, 2004)
- Pusztulás (háromrészes regény, Pro-Print Könyvkiadó, Csíkszereda, 2005)[11]
- Áldozatok. Riportregény; Pallas-Akadémia, Csíkszereda, 2006
- Sóvárgás; Pallas-Akadémia, Csíkszereda, 2006
- A szív hangjai; Pro-Print, Csíkszereda, 2013
- A várakozás balladája; Pro-Print, Csíkszereda, 2014
- Bécs fölött a Hargitát. Magyar sorsregény; Nemzetstratégiai Kutatóintézet–Méry Ratio, Budapest, 2017
- Válogatott novellák; vál., szerk. Lövétei Lázár László; Székelyföld Alapítvány, Csíkszereda, 2019 (Székely könyvtár)
- Szerelmes novellák; Pro-Print, Csíkszereda, 2019
- Ma éjjel eljövök érted; Magyar Napló, Budapest, 2021

## Szerkesztések
- Gagyi László: Egyedül (Bukarest)
- Nem mi választjuk szentjeinket (Márton Áron, Székelyudvarhely, 1995)
- Gond és felelősség. Írások Pomogáts Béla nyolcvanadik születésnapjára; összeáll. Kántor Lajos, Lőrincz György; Mentor, Marosvásárhely, 2014

## Díjak, elismerések[12]
- Székelyföld nívódíj (2001)[13]
- Székelyudvarhelyi polgármesteri díszoklevél (2001. december)
- Szabó Zoltán-díj (A Magyar Írószövetség elismerése, 2002)[14]
- Erdélyi Magyar Írók Ligája, Irodalmi Jelen Prózadíj (2004)[15]
- Székelyudvarhely legprímább polgára (Príma Rádió, 2009. január 8.)[16]
- Magyar Arany Érdemkereszt (2016)
- EMIA-díj (2016)
- Pro-Urbe cím (Székelyudvarhely, 2018)[17]
- A Magyar Érdemrend lovagkeresztje (2021)
- Az év legjobb könyve (Magyar Művészeti Akadémia Irodalmi Tagozat, 2021)